# Mortierella elongatula
Mortierella elongatula är en svampart som beskrevs av W. Gams & Domsch 1976. Mortierella elongatula ingår i släktet Mortierella och familjen Mortierellaceae.   Inga underarter finns listade i Catalogue of Life.